# Planète super-habitable
Ne doit pas être confondu avec Super-Terre.

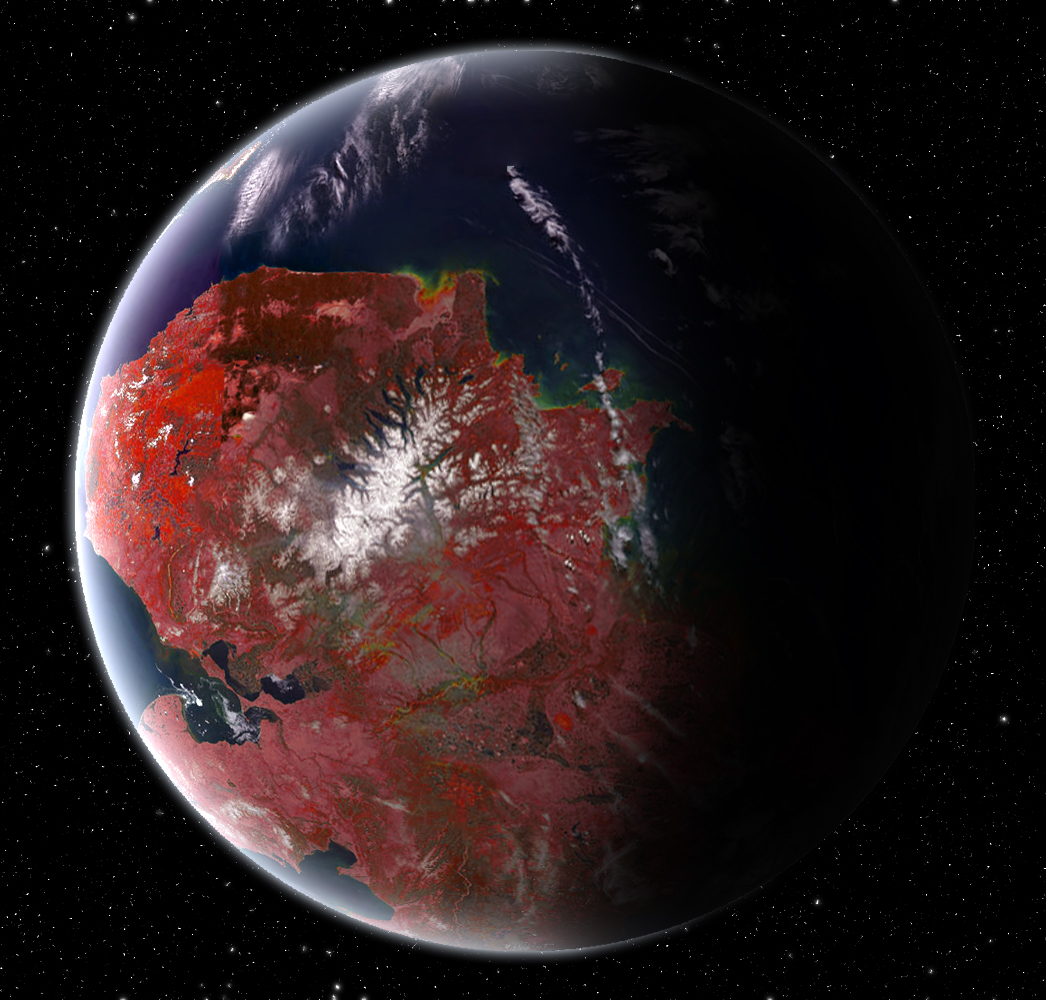
Vue d'artiste de l'apparence possible d'une planète super-habitable. Sur un monde super-habitable, la végétation pourrait être plus sombre (ici rouge) et les paysages plus plats que ceux de la Terre à cause d'une luminosité réduite et d'une plus forte gravité.

Une planète super-habitable ou superhabitable, ou, plus globalement, un monde super-habitable, est une planète ou une lune qui présente des conditions plus appropriées pour l'émergence et l'évolution de la vie que la Terre,. Cette classe d'objets demeure actuellement hypothétique.
De nombreux experts[Lesquels ?] ont critiqué l'anthropocentrisme dans la recherche de la vie extraterrestre. Selon ces critiques, la Terre ne représente pas un optimum d'habitabilité planétaire selon divers aspects tels que le type d'étoile autour de laquelle elle gravite, sa superficie totale, la proportion couverte par ses océans et la profondeur moyenne de ceux-ci, l'intensité de son champ magnétique, son activité géologique, sa température de surface, etc. Il pourrait exister dans l'Univers des planètes ou des lunes offrant de meilleures conditions, permettant à la vie d'apparaître plus tôt et de durer plus longtemps que sur Terre. Trois scientifiques proposent de rechercher des exoplanètes plus favorables à la vie que la nôtre, même si cette recherche est complexe. Sur les plus de 4 000 exoplanètes découvertes jusqu’à présent, certaines ont été jugées habitables. Ce terme quelque peu ambigu ne désigne pas une planète où les êtres humains pourraient atterrir et commencer à s’établir, mais un monde rocheux se trouvant dans la bonne région orbitale autour de son étoile où la température est suffisamment modérée pour que de l’eau liquide puisse exister à sa surface sans geler ou bouillir. Parmi ces planètes découvertes, vingt-quatre pourraient être plus propices à la vie que la Terre, donc « super-habitables ». La Terre pourrait donc se trouver à la 25e place au classement des planètes les plus habitables connues.
Les critères permettant d'établir le profil des planètes super-habitables sont notamment le type d'étoile, la masse et l'emplacement dans le système planétaire. Une planète plus grande et plus massive que la Terre offrirait davantage de surfaces habitables et retiendrait mieux la chaleur et l’humidité. Si elle orbite autour d’une étoile ayant une espérance de vie plus longue que le Soleil, la vie aurait plus de temps pour se développer. Ce type de planètes pourrait être beaucoup plus fréquent que les planètes analogues à la Terre. Début 2016, aucune planète n'a encore été identifiée comme super-habitable. Toutefois, la composition de l'atmosphère et la masse de Kepler-442 b laissent penser qu'elle pourrait appartenir à cette catégorie. Les planètes telles que KOI-5715.01, KOI-3010.01, Kepler-186 f, Kepler-62 e et Kepler-62 f pourraient également être habitables avec une probabilité de 84 %,[source secondaire nécessaire].

## Zone habitable d'un système planétaire

### Zone habitable stellaire

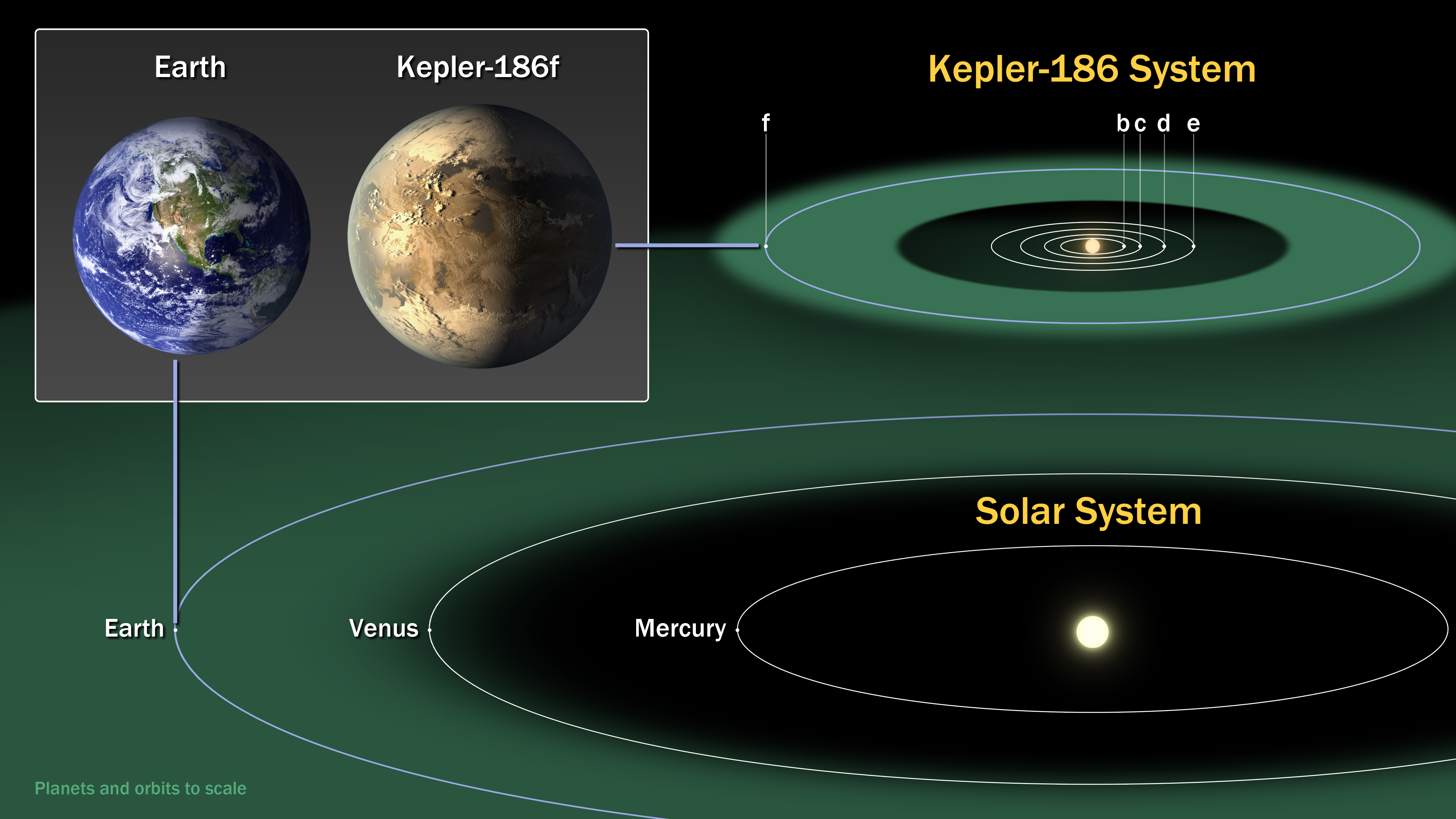
Zone habitable autour du Soleil (en bas) et de Kepler-186 (en haut).

La zone habitable stellaire est le domaine autour d'une étoile dans lequel les planètes présentes pourraient avoir de l'eau liquide à leur surface, si les autres conditions pour cela sont réunies. L'eau liquide est considérée comme l'élément le plus important pour la vie, en grande partie en raison du rôle de solvant qu'elle joue sur Terre. Pour qu'une planète présente de l'eau liquide à sa surface, sa distance à l'étoile doit lui permettre d'avoir une température de surface comprise entre 0 et 100 °C et avoir une masse suffisante pour retenir son atmosphère et son eau. Cette zone habitable dépend du type d'étoile : plus cette dernière est chaude et plus la zone dite habitable est éloignée. De plus, les étoiles deviennent plus lumineuses avec l'âge, repoussant la zone toujours plus loin. Dans le Système solaire, on estime que la zone habitable se situe entre 0,95 et 1,5 unité astronomique.
Un objet situé en dehors de la zone habitable peut néanmoins abriter de l'eau liquide sous sa surface et, de ce fait, être potentiellement propice au développement de formes de vie. On pense que ce pourrait notamment être le cas d'objets tels que Ganymède, Cérès ou Encelade, et d'exolunes chauffées par effet de marée.

### Zone habitable galactique

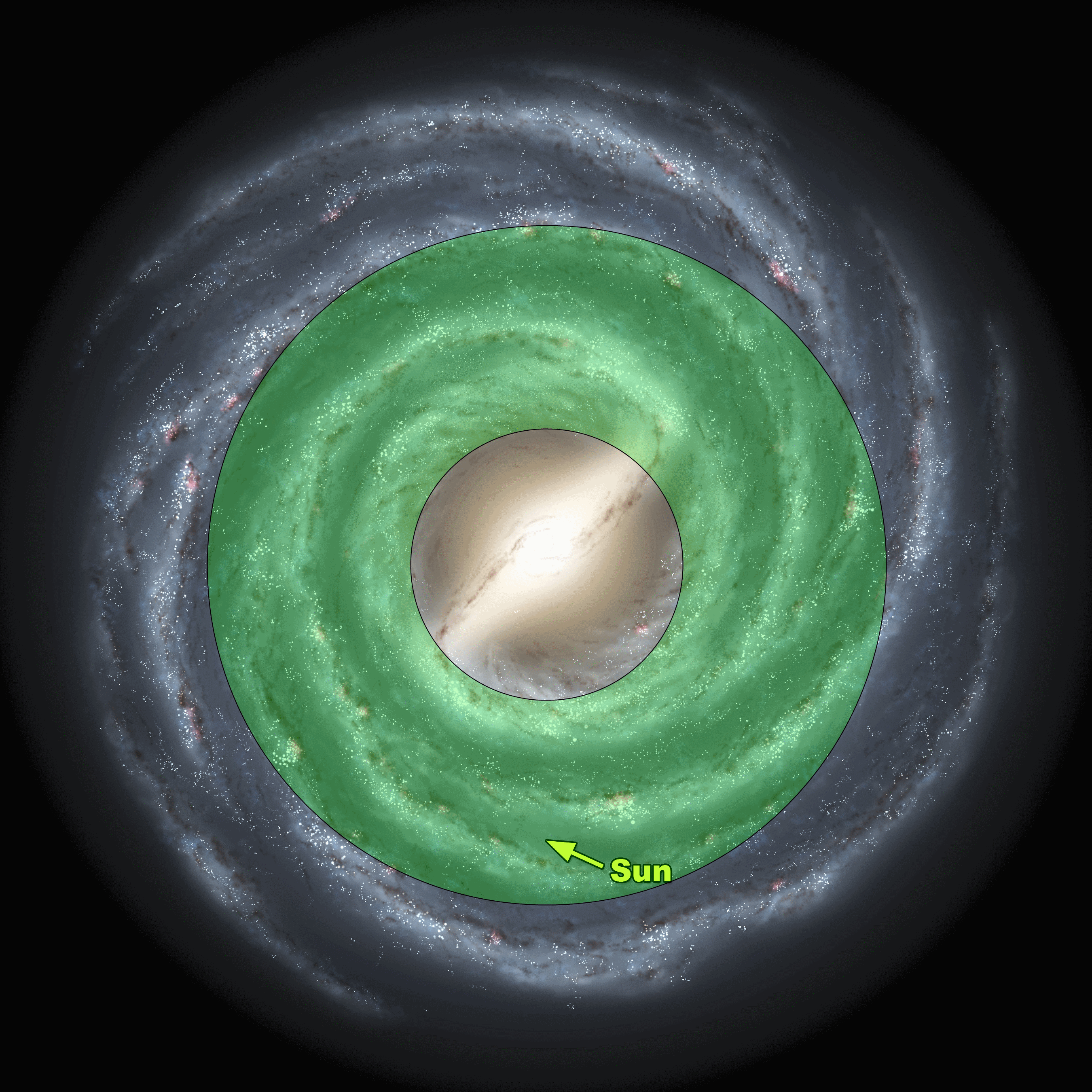
La zone habitable de la Voie lactée.

La plupart des astrophysiciens concentrent leurs efforts dans la recherche de mondes situés dans la zone habitable autour d'une étoile. Mais Ward et son co-auteur pensent que la position de la planète à l'intérieur de la galaxie est également un élément important. C'est pour cela qu'ils ont défini une « zone galactique habitable », une zone à l'intérieur de la galaxie qui n'est ni trop proche ni trop lointaine. C'est la zone appelée  Goldilocks (« Boucles d'or ») dans notre galaxie. Ils ont établi les facteurs caractéristiques de ce qu'on appelle une zone galactique habitable.
La position de la Terre dans la Voie lactée a été prise en compte. Elle est à l'écart des étoiles à neutrons mortelles, des trous noirs et des funestes sursauts gamma. Dans ces caractéristiques sont inclus le nombre d'étoiles proches de la planète et les chances d'abriter une vie microbienne. On a même estimé la fréquence à laquelle les planètes pourraient avoir vu leur vie s'éteindre. Par exemple, la Terre elle-même a eu son ionosphère nocturne excitée comme dans la partie diurne, en 1998. Une étoile de forte densité, appelée un « magnétar », a rejeté un sursaut gamma et libéré en deux dixièmes de seconde autant d'énergie que le Soleil en émettra au cours des 100 000 prochaines années. Par chance, ce magnétar était situé à 20 000 années-lumière de la Terre ; mais, beaucoup plus proche, ce sursaut gamma aurait été une catastrophe sur l'hémisphère exposé .

## Caractéristiques générales

### Surface, taille et composition

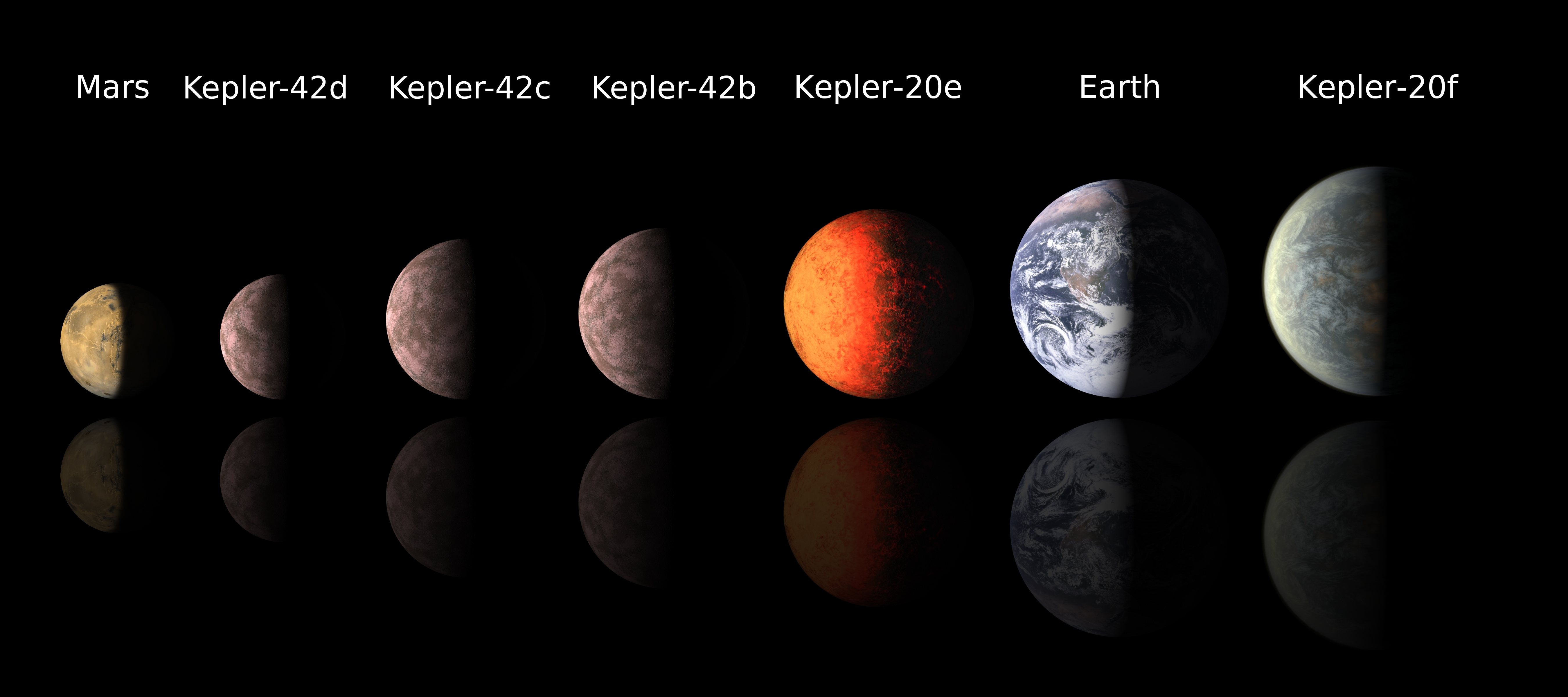
Quelques planètes dont la taille est comparable à celle de la Terre.

Une planète ayant un volume supérieur à celui de la Terre, ou avec un relief offrant une plus grande surface recouverte d'eau liquide, pourrait être plus hospitalière que la Terre.
Plus un corps céleste est massif, plus son attraction gravitationnelle est forte, ce qui peut conduire à une atmosphère plus épaisse.
Certaines études indiquent qu'il existe une limite naturelle de 1,6 {\displaystyle R_{\oplus }}, en dessous de laquelle presque toutes les planètes sont telluriques, composées principalement d'un mélange roche-fer-eau. En général, les objets ayant une masse inférieure à 6 {\displaystyle M_{\oplus }} ont, très probablement, une composition similaire à celle de la Terre. Au-dessus de cette limite, la densité des planètes diminue, la planète devient une planète-océan, puis une géante gazeuse,. La masse importante d'une super-Terre empêcherait la tectonique des plaques. Ainsi, n'importe quelle planète de densité similaire à celle de la Terre avec un rayon inférieur à 1,6 {\displaystyle R_{\oplus }} pourrait être adaptée à la vie. Cependant, d'autres études indiquent que des mondes aquatiques représentent une transition entre les mini-Neptunes et les planètes terrestres, en particulier si elles orbitent autour de naines rouges ou de naines orange. Heller et Armstrong affirment que bien que des planètes entièrement couvertes d'eau pourraient être habitables, la profondeur moyenne de l'eau et l'absence de terres ne devraient pas les rendre super-habitables. D'un point de vue géologique, la masse optimale d'une planète est d'environ 2 {\displaystyle M_{\oplus }}.
La profondeur moyenne des océans affecte aussi l'habitabilité d'une planète. Compte tenu de la quantité de lumière et de la chaleur qu'elles reçoivent, les zones maritimes peu profondes sont, en général, plus propices aux espèces aquatiques ; il est donc probable que les exoplanètes avec une profondeur moyenne faible soient plus adaptées à la vie. Plus une planète est massive, plus sa gravité est forte et moins ses bassins sont profonds ; elles sont donc plus accueillantes pour la vie.

### Géologie
La tectonique des plaques, ainsi que la présence de grandes étendues d'eau sur une planète, devraient maintenir un niveau constant de dioxyde de carbone (CO2) dans l'atmosphère,. Ce processus semble être fréquent sur des planètes géologiquement actives de type terrestre ayant une vitesse de rotation suffisante. Pour les corps planétaires plus massifs, il faut plus de temps pour générer de la chaleur interne, facteur essentiel de la tectonique des plaques. Cependant, une masse excessive peut aussi ralentir la tectonique des plaques en raison de l'augmentation de la pression et de la viscosité du manteau, qui empêcheraient le glissement de la lithosphère. Les études suggèrent que la tectonique des plaques pourrait se mettre en place sur les corps ayant une masse comprise entre 1 et 5 {\displaystyle M_{\oplus }}, avec une masse optimale d'environ 2 {\displaystyle M_{\oplus }}.
Si l'activité géologique n'est pas assez forte pour générer une quantité suffisante de gaz à effet de serre, permettant d'augmenter la température globale de la planète au-dessus du point de congélation de l'eau, la planète pourrait subir un âge de glace permanent, à moins que le processus ne soit compensé par une source de chaleur interne intense, comme l'effet de marée, ou par l'irradiation stellaire.

### Magnétosphère
La présence d'une magnétosphère suffisamment puissante autour d'une lune ou d'une planète évite que la surface soit exposée au vent solaire et à de forts rayonnements cosmiques, qui seraient néfastes au développement de la vie. Cette magnétosphère peut être intrinsèque ou extrinsèque (par exemple dans le cas d'une lune orbitant autour d'une planète géante ayant une magnétosphère). Dans le cas d'une magnétosphère intrinsèque, la masse du corps considéré influe sur l'intensité et la durabilité du champ magnétique à l'origine de la magnétosphère et donc sur son habitabilité.
Les corps ayant une rotation trop lente, voire synchrone, n'ont qu'une faible magnétosphère, ce qui provoque l'échappement atmosphérique d'une partie de leur atmosphère, en particulier de leur hydrogène.

### Température et climat

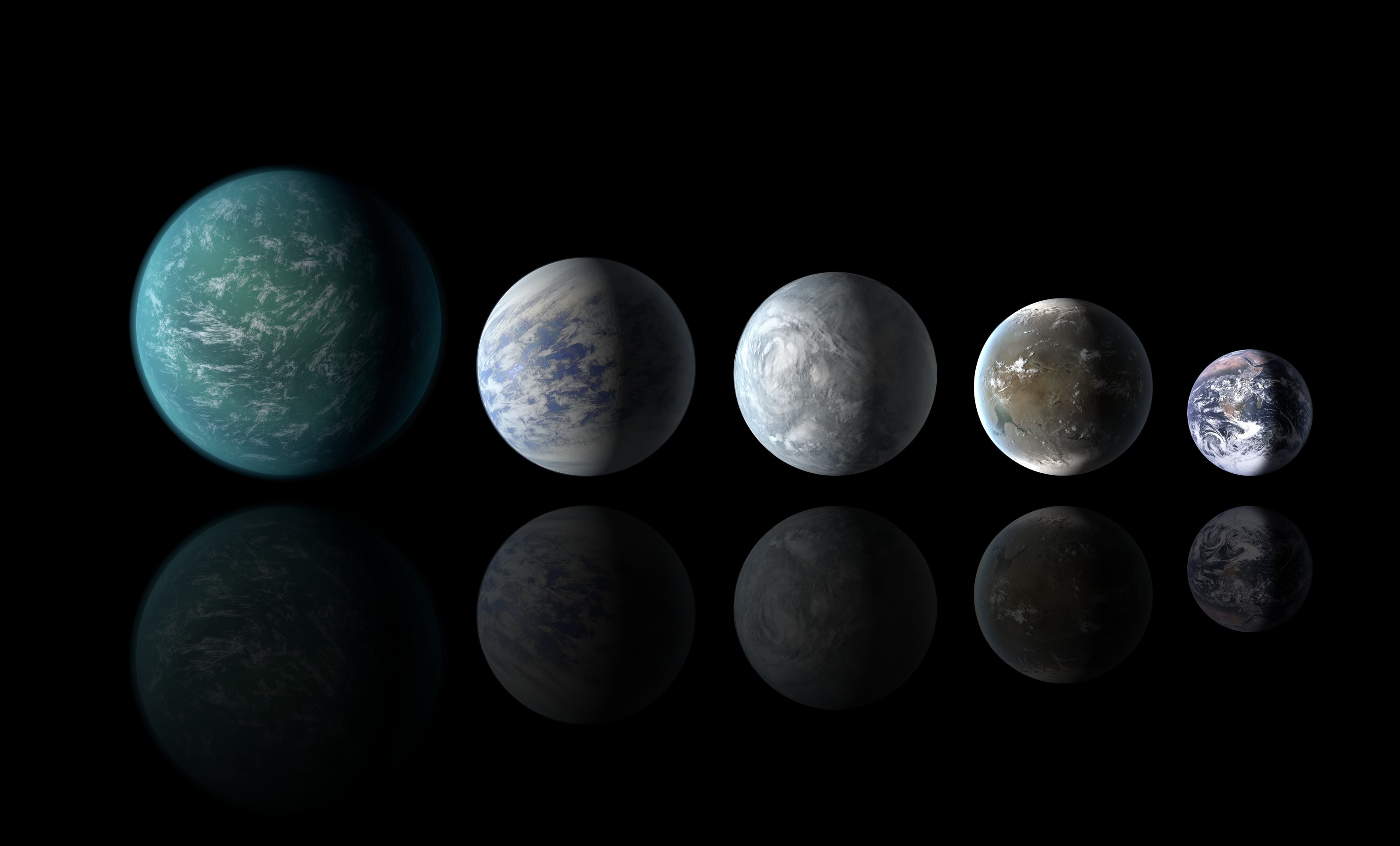
Kepler-22b, Kepler-69c, Kepler-62e, Kepler-62f et la Terre sont des planètes qui se situent dans la zone habitable.

La température optimale pour la vie sur Terre est inconnue, mais il semble que la biodiversité était plus riche pendant les périodes les plus chaudes. Il est donc possible que des exoplanètes avec des températures moyennes légèrement plus élevées que celle de la Terre soient plus appropriées pour la vie. L'effet de thermorégulation des grands océans sur des planètes situées dans une zone habitable pourrait maintenir une plage de température modérée.
Dans ce cas, les déserts resteraient limités en superficie et pourraient abriter un habitat riche sur leurs bordures.
Des études suggèrent que la Terre se trouve déjà à proximité du bord intérieur de la zone habitable du système solaire ;
être plus proche de son étoile pourrait, à long terme, nuire à l'habitabilité puisque la luminosité des étoiles de la séquence principale augmente régulièrement au fil du temps, en repoussant la zone habitable vers l'extérieur. Par conséquent, les exoplanètes « superhabitables » devraient être plus chaudes que la Terre, tout en orbitant plus loin que la Terre et plus près du centre de la zone habitable ;
ce serait possible avec une atmosphère plus épaisse ou avec une concentration plus élevée en gaz à effet de serre.
Les planètes un peu plus chaudes que la Terre pourraient avoir de vastes zones tropicales très favorables pour la vie et la biodiversité, mais elles pourraient avoir des océans trop chauds et pauvres en oxygène. En plus que cela, sur ces planètes, l'augmentation brusque de température pourrait amener à des extinctions de masse au cours des millions d'années. Par contre, sur les planètes riches en oxygène, il pourrait y avoir des êtres géants. Les planètes plus massives, à forte gravité, pourraient grouiller des formes de vie plutôt massives et tassées. Sur les planètes à faible gravité, il pourrait y avoir des formes de vie plus longs et plus fins. Les scientifiques disposent de deux paramètres pour voir si et comment une planète pourrait soutenir la vie : l'indice de similarité avec la Terre (IST) et l'indice d'habitabilité planétaire (PHI).

### Étoile

Représentation de la classification de Harvard.

Le type d'étoile détermine en grande partie les caractéristiques du système stellaire,. Les étoiles les plus massives, O, B et A, ont un cycle de vie très court et quittent rapidement la séquence principale,. De plus les étoiles de type O et B produisent un effet de photo-évaporation empêchant l'accrétion de planètes.
À l'opposé, les étoiles moins massives, de type M et K, de loin les plus communes dans l'Univers, sont aussi celles qui durent le plus longtemps ; leur potentiel de maintien de la vie est encore à l'étude. Leur faible luminosité réduit la taille de la zone habitable, celle-ci étant exposée aux flambées de rayonnement ultraviolet qui se produisent fréquemment, en particulier au cours de leur premier milliard d'années d'existence. Si la planète est trop proche, cela peut provoquer une rotation synchrone de celle-ci, qui présenterait ainsi toujours le même hémisphère à l'étoile.
Même si l'existence de la vie était possible dans un système de naine rouge de ce type, il est peu probable qu'une telle planète soit considérée comme superhabitable.
Au-delà de ces deux extrêmes, des systèmes avec une étoile de type K offrent les meilleures zones habitables pour la vie. Les naines orange, ou étoiles de type K, devraient permettre la formation de planètes autour d'elles ; elles durent longtemps et peuvent fournir une zone habitable stable, suffisamment éloignée pour ne pas subir les effets néfastes de la proximité excessive de l'étoile. En outre, le rayonnement produit par une étoile de type K est suffisamment important[pas clair] pour permettre une forme de vie complexe sans la nécessité d'une atmosphère ou d'une couche d'ozone protectrice,. Ce sont aussi les plus stables et leur zone habitable ne varie pas beaucoup avec leur évolution. C'est donc une planète analogue au type terrestre, située près d'une étoile de type K, qui peut offrir une zone habitable dans la quasi-totalité des cas.

### Orbite et rotation
L'hypothèse de la Terre rare prétend que la planète a besoin d'un gros satellite qui assurerait la stabilité de l'axe planétaire. Mais cette théorie est critiquée et des recherches récentes (2009 et 2011) suggèrent que l'absence de tels objets est préférable,. La stabilité de l'orbite terrestre est potentiellement un frein à l'évolution biologique. Des planètes avec des excentricités orbitales légèrement plus élevées pourraient posséder des régions habitables saisonnières ou être réchauffées par effet de marée. Il est donc possible d'imaginer une planète super-habitable subissant de légers changements orbitaux au cours du temps.

### Atmosphère
Il n'est pas possible d'affirmer que l'atmosphère terrestre actuelle possède une composition optimale pour la vie. Pendant le Carbonifère, le niveau maximum de l'oxygène atmosphérique O2 a été évalué dans un premier temps à 35 % en volume, ce qui a coïncidé avec une période de grande biodiversité. Ainsi, en supposant que la présence d'une quantité importante d'oxygène dans l'atmosphère soit essentielle pour le développement de formes de vie complexes, le pourcentage d'oxygène dans l'atmosphère semble limiter la taille maximale de la planète pour avoir une superhabitabilité optimale et une ample biodiversité[pas clair].
Indépendamment de l'existence d'organismes pluricellulaires entièrement anaérobies, et en considérant que la présence d'une quantité importante d'oxygène dans l'atmosphère est indispensable pour le développement de formes de vie complexes, la part d'oxygène dans l'atmosphère semble limiter la taille maximale de toute forme de vie — une concentration importante permettrait une grande diversité animale — et influe sur l'étendue des réseaux métaboliques,.
Une atmosphère moins dense que celle de la Terre offrirait une protection moindre face au rayonnement cosmique de haute énergie, provoquerait une amplitude thermique élevée entre le jour et la nuit ainsi que des différences thermiques importantes entre les zones équatoriales et polaires et une mauvaise distribution des précipitations,. Une atmosphère plus dense serait plus favorable à la vie. Puisque des planètes plus massives que la Terre doivent avoir une densité atmosphérique plus élevée, cela renforce l'idée que les super-terres pourraient présenter des conditions de super-habitabilité.

### Âge

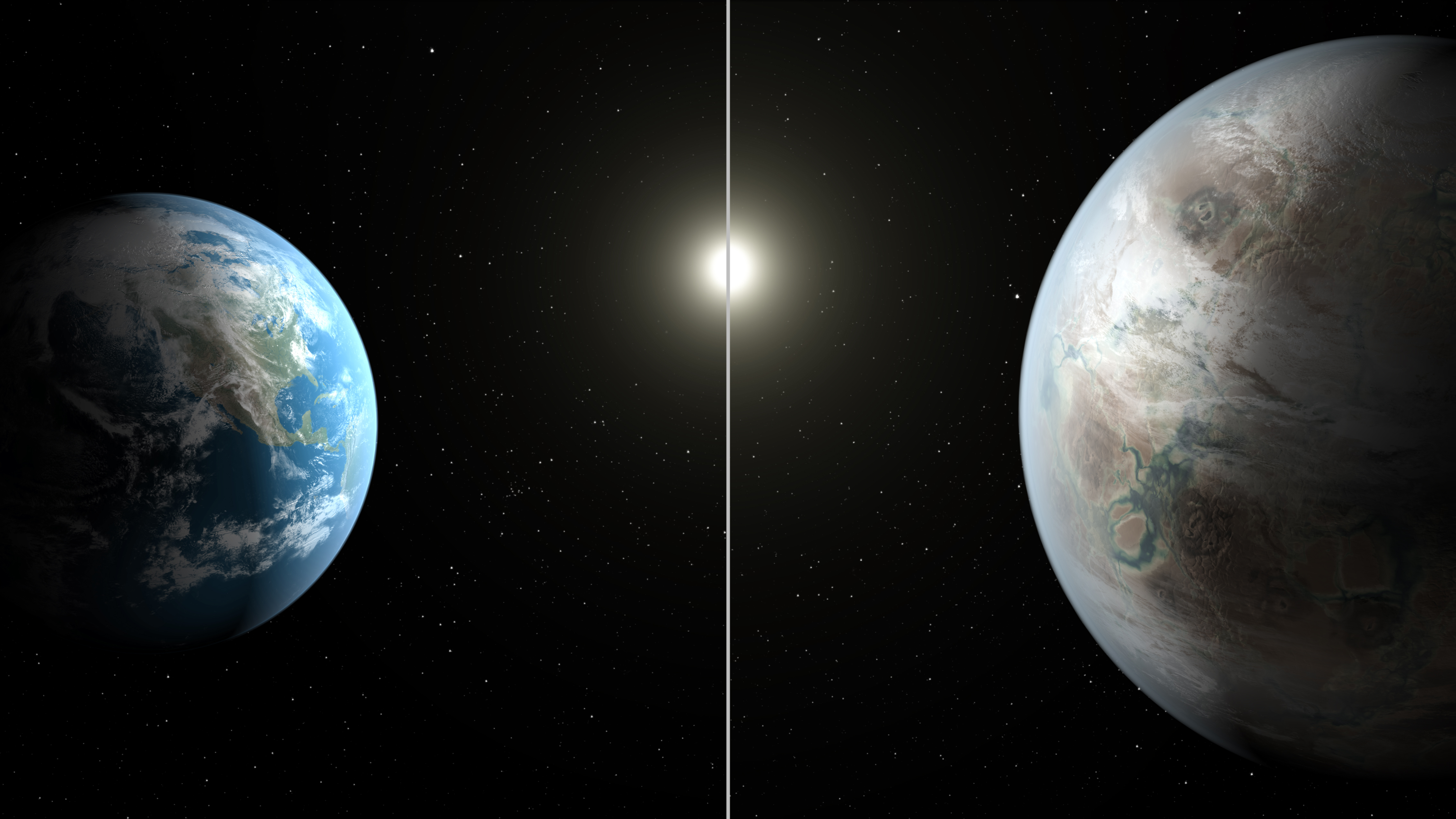
Kepler-452 b est une exoplanète qui se situe dans la zone habitable de son étoile. Son âge est estimé à 6 milliards d'années, soit environ 1,5 de plus que la Terre.

Les systèmes stellaires anciens ont une métallicité plus faible ce qui devrait rendre difficile la formation des planètes. Toutefois des planètes de type terrestre pourraient se former autour d'étoiles de faible métallicité. On pense maintenant que les premiers objets de la masse de la Terre ont pu apparaître dans un Univers âgé entre 7 et 12 milliards d'années.
D'un point de vue biologique, les planètes plus âgées que la Terre pourraient posséder une biodiversité plus importante, car les espèces indigènes auraient eu plus de temps pour évoluer et, éventuellement, améliorer les conditions environnementales de leurs descendants. Ces conditions environnementales plus favorables pourraient rendre la planète super-habitable.
La zone habitable stellaire d'un système planétaire s'éloigne de l'étoile au cours du temps, au fur et à mesure que sa luminosité augmente. Les étoiles moins massives que le Soleil restent plus longtemps dans la séquence principale et leur évolution est plus lente. Par conséquent, une planète habitable située autour d'une naine orange peut maintenir des conditions d'habitabilité pendant une durée plus longue que la Terre,. Ainsi, les planètes orbitant autour de naines orange d'un âge proche de celui de l'Univers peuvent offrir un meilleur berceau pour la vie.

## Abondance
Heller et Armstrong estiment que le nombre de planètes de type « super-habitable » pourrait excéder celui des planètes de type terrestre.